# Лучинский, Николай Дмитриевич
Николай Дмитриевич Лучи́нский (1899—1983) — конструктор земледельческой техники.

## Биография
Родился 14 сентября 1899 года в Цюрихе в Швейцарии. Мать — русская учительница Анна (Ганна) Николаевна Лучинская; отец неизвестен.
С 4 лет жил в Москве, но постоянно с матерью выезжал в Швейцарию. Учился в гимназии Е. А. Репман, а затем в гимназии П. Н. Поповой, которую окончил с золотой медалью в 1917 году. В это время на короткое время он был привлечён Н. К. Крупской к агитационной деятельности за большевиков.
В период 1917—1924 годы учился на инженерном факультете Петровской сельскохозяйственной академии (дипломный проект — «Американская молотилка»). Ещё студентом был вынужден преподавать, сначала (1918/1919) математику на курсах для рабочих, организованных Н. К. Крупской, затем — физику в школе № 55 (с 1 октября 1919 года по 1 сентября 1923 года).
В 1924—1926 годах — научный сотрудник ЦАГИ, куда пришёл по приглашению профессора В. П. Ветчинкина, читавшего в Академии факультативные лекции по авиации. Здесь Лучинский создал 2 рекордных планера — «Москвич» (1924) и «Нижегородец» (1925). Когда конструкторские работы в ЦАГИ стали проводиться под руководством А. Н. Туполева, Лучинский, считавший его хорошим организатором, но не слишком даровитым конструктором, покинул институт.
Начав работать на машино-испытательной станции В. П. Горячкина, Лучинский в конце 1929 года стал старшим инженером организованного Всесоюзного института сельскохозяйственного машиностроения (ВИСХОМ).
С 1929 года по 1933 год Н. Д. Лучинский — профессор Московского института механизации и электрификации сельского хозяйства (МИМЭСХ). 
В феврале 1934 года он был вынужден уйти во Всесоюзный институт механизации сельского хозяйства (ВИМ), где работал до 1959 года.
В 1936 году защитил докторскую диссертацию и стал доктором сельскохозяйственных наук.
С 1937 года он стал профессором Московского рыбно-технического института (Мосрыбвтуз) имени А. И. Микояна, заведующим кафедрой машин и механизмов; в 1939 году получил звание профессора по этой кафедре
С 1956 года Н. Д. Лучинский — академик ВАСХНИЛ.
В 1959—1971 годы он был профессором Всесоюзного сельскохозяйственного института заочного образования (ВСХИЗО); в 1971—1983 годах был старшим научным сотрудником-консультантом почвообрабатывающей лаборатории ВИМ.
Награждён орденами Ленина (1953), Трудового Красного Знамени (1949). Опубликовано около 40 научных трудов.
Основные научные исследования посвящены вопросам земледельческой механики. Выполнил теоретическое исследование плужных корпусов с наклонными образующими, предложил классификацию и методы их построения, которые вошли в учебные пособия по теории сельскохозяйственных машин и до сих пор сохраняют своё научное и практическое значение. Разработал оригинальный метод построения отвалов по вертикальным сечениям, существенно упрощающий их проектирование. Под его руководством и при непосредственном участии разработана теория механизмов тракторных плугов, благодаря которой отечественные плуги имеют механизмы подъема, превышающие по своим показателям механизмы лучших зарубежных плугов. Предложил новый метод построения рабочих органов канавокопателей, обеспечивающий значительное снижение расхода энергии на образование осушительных и оросительных каналов.

## Семья
Имел пять детей: от первого брака с детским врачом Екатериной Николаевной Завьяловой — Владимир (р.1924), Алексей (1925—1944), Николай (р.1930); от второго брака (20 апреля 1934 года) с Ниной Сергеевной Политковской — Татьяна (р.1935) и Михаил (р.1938).